# Кирпичеве
Кирпиче́ве — пасажирський залізничний зупинний пункт Лиманської дирекції Донецької залізниці на електрифікованій лінії Чаплине — Покровськ між станціями Демурине (11 км) та Межова (11 км). Розташований між селами Веселе та Богданівка Синельниківського району Дніпропетровської області.

## Пасажирське сполучення
На платформі Демурине зупиняються приміські електропоїзди сполученням Межова — Чаплине / Дніпро.